# 방종파
방종파(libertine), 방종주의자는 성적 행위에 제약을 두지 않는 등 사상으로서 책임감을 가지지 않는 자들을 의미한다. 사회에 의해 규정된 행동 양식이나 관습적 도덕을 무시하고, 더 나아가서 적극적으로 반대하는 이들이 주로 포함된다. 극단적 형태의 쾌락주의로 정의되기도 한다.

## 역사
방종파라는 단어는 원래 존 칼빈이 스위스 제네바에서 자신의 반대자들을 비난하며 사용한 단어이다. 아미 페랭이 이 단체를 이끌었으며, "교회의 법률이 제네바 사회의 모든 구성원들에 대해 일률적으로 시행되어야 한다"는 칼빈의 주장에 반대했다. 이들은 페랭을 비롯하여 1548년 시의회에 선출되었고, 프랑스 출신의 종교 난민들의 증가에 따른 기존 주민들의 분노를 자극하며 지지 기반을 넓혔다고 묘사된다. 그러나 이후 1555년에는 칼뱅주의자들이 제네바 시의회에 확고히 자리를 잡게 되었고, 페랭과 방종파는 "쿠데타를 시도했으며, 프랑스인 학살을 주장했다. 이는 칼빈이 제네바에서 직면해야 했던 최후의 거대한 정치적 도전이었다."
18세기와 19세기를 지나며 이 용어는 방탕과 더 관련이 깊어졌다. 샤를모리스 드 탈레랑페리고르는 조제프 보나파르트가 나폴리의 군주로 있을 때 "삶의 쾌락과 방탕주의에 쉽게 빠져들 방법만 모색했다"고 썼다.

## 같이 보기
- 율법폐기론
- 바카날리아
- 보헤미아니즘
- 카인파
- 키레네 학파
- 데카당스
- 헬파이어 클럽
- 에피쿠로스 학파
- 자유연애주의
- 성욕과다증
- 근친간금기
- 자유지상주의
- 리버틴스
- 윤리 허무주의
- 폴리아모리
- 소도미
- 소돔과 고모라
- 성혁명
- 스와핑 (성교)
- 금기